# John Cowsill
John Cowsill (Newport, 2 de março de 1956) é um músico americano, mais conhecido por seu trabalho como cantor e baterista da banda de The Cowsills. Ele é atualmente baterista e vocalista da banda de apoio dos Beach Boys, que apresenta o Beach Boy Mike Love original e o membro de longa data Bruce Johnston. Ele também tocou teclados para o "Beach Boys Band", e de acordo com o site da banda, ele faz as partes vocais do Al Jardine e do falecido Carl Wilson. Ele também se apresentou e gravou com Jan e Dean.
No início dos anos 80, ele gravou com a banda Tommy Tutone, tocando percussão e cantando bbacking vocal no hit da banda, " 867-5309 / Jenny ", embora ele não aparecesse no vídeo.
Por um tempo, ele fez parte da banda de Dwight Twilley, assim como sua irmã Susan Cowsill.
Em 2003, ele se casou com Vicki Peterson de The Bangles.
John começou a tocar com a banda de apoio dos Beach Boys nos teclados em 2000. Ele se mudou para a bateria em 2008. Seus solos para os shows incluem " Wild Honey " e " Sail On, Sailor ". Em 2011, Cowsill foi confirmado para se apresentar ao lado de The Beach Boys em sua turnê do 50º aniversário. Cowsill aparece no subseqüente álbum de estúdio da banda, That's Why God Made the Radio (2012). Ele também se apresentou nos álbuns solo de Mike Love, Unleash the Love (2017) e Reason for the Season (2018).
Em 2017, ele se juntou a Vicki Peterson e Bill Mumy como a banda Action Skulls para lançar um álbum (incluindo também contribuições póstumas do baixista Rick Rosas) intitulado Angels Hear.